# Pella Kågerman
Pella Kågerman, née en 1982, est une réalisatrice suédoise. Son premier long-métrage, Aniara, a été récompensé notamment par le prix du Jury du Festival international du film fantastique de Gérardmer 2019.

## Biographie
Diplômée du Kungliga Konsthögskolan (Institut Royal des Arts) de Stockholm, Pella Kågerman écrit et réalise plusieurs courts-métrages entre 2009 et 2014.
En 2010, son court-métrage Återfödelsen, co-réalisé avec Hugo Lilja, remporte plusieurs prix dans les festivals de Berlin, Stockholm et Clermont-Ferrand.
C'est en 2018 que sort son premier long-métrage, Aniara : L'Odyssée stellaire, projeté en avant-première au Festival International du film de Toronto, qui remporte également plusieurs prix.

## Thématiques
Les films de Pella Kågerman abordent des thématiques existentielles et sociales, critiquant les dérives consuméristes de la société moderne. Son film Aniara a été qualifié par divers critiques de « science-fiction existentielle ». Elle met également en scène des personnages queer.

## Filmographie

### En tant que réalisatrice

#### Longs-métrages
- 2018 : Aniara : L'Odyssée stellaire

#### Courts-métrages
- 2009 : Body Contact
- 2009 : Dirty Diaries
- 2010 : Sexy Times
- 2011 : Supportern
- 2014 : Stormaktstiden

### En tant que scénariste

#### Longs-métrages
- 2018 : Aniara

#### Courts-métrages
- 2010 : Sexy Times
- 2010 : Återfödelsen
- 2011 : Supportern

## Récompenses
Pour Aniara :
- Festival de cinéma européen des Arcs 2018 :
  - Prix Cineuropa[6]
  - Prix d’interprétation féminine pour Emilie Jonsson[6]
- Festival international du film fantastique de Gérardmer 2019 : Prix du Jury[7],[8].

Pour The Unliving :
- Festival International du Film de Berlin : Prix du meilleur court-métrage européen[9].